# Roland-Bernhard Trauffer
Roland-Bernhard Trauffer OP (* 14. August 1945 in Bern) ist ein Schweizer Ordenspriester und Theologe. Von 2002 bis 2010 war er Generalvikar im Bistum Basel.

## Leben
Roland Trauffer ist in einer reformierten Berner Familie aufgewachsen. Seine Eltern führten ein Restaurant an der damaligen Metzgergasse in der Berner Altstadt. Er absolvierte von 1961 bis 1964 eine kaufmännische Berufslehre in Bern und legte 1970 die Matura an der Luzerner Kantonsschule ab. Nach seiner Konversion zur katholischen Kirche studierte er ab 1970 Philosophie und Theologie an der Universität Freiburg. Bis 1976 war Trauffer Assistent am dortigen Lehrstuhl für Kanonisches Recht. 1975 wurde er zum Priester geweiht. Weitere Studien zum Kirchenrecht von 1977 bis 1980 am „Angelicum“ in Rom schloss er mit der Promotion ab. Gleichzeitig absolvierte er auch Pastoraleinsätze im Bistum Brooklyn. Von 1981 an war er zwei Jahre lang Vize-Offizial am Ehegericht dieser Diözese. 1983 begann seine Mitarbeit am Offizialat des Ehegerichts der Diözese Basel. 1984 wurde er zum Beauftragten für die Orden und geistlichen Gemeinschaften und zum Kanzler dieser Diözese berufen.
Von 1987 bis 2000 amtierte er als Generalsekretär der Schweizerischen Bischofskonferenz. 2001 folgte ein Pastoraljahr in der von Dominikanern geführten Pfarrei in Santa María Cahabón, Guatemala. Von 2002 bis 2010 war er Generalvikar von Bischof Kurt Koch, seit 1. Januar 2005 Präsident der Deutschschweizerischen Ordinarienkonferenz. Im Herbst 2010 ist er nach Guatemala ausgewandert, um wieder in der früher besuchten Gemeinde zu wirken. Seit einigen Jahren leidet er an HPS.